# Ann Druyan
Ann Druyan (1949, Nova York) és una activista, escriptora, guionista i productora audiovisual especialitzada en divulgació científica i cosmologia. Va ser la directora creativa del projecte Sons de la Terra de la NASA, els discs de gramòfon fets amb or que van ser enviats a les sondes Voyager 1 i Voyager 2. Ha destacat també per ser una de les guionistes de les sèries de televisió Cosmos: Un viatge personal i Cosmos: Una odissea de temps i espai. És cofundadora i executiva principal de Cosmos Studios. Col·labora habitualment a revistes com New York Sunday Magazine, Reader´s Digest i Discover. El 1988 es va anomenar l'asteroide (4970) Druyan en el seu honor.